# ماريو بيرجامشي
ماريو بيرجامشي (بالإيطالية: Mario Bergamaschi)‏ (1929 - 2020)، هو لاعب كرة قدم إيطالي لعب كلاعب خط وسط. ظهر لأول مرة مع منتخب إيطاليا لكرة القدم في 5 ديسمبر 1954 في مباراة ضد الأرجنتين.

## روابط خارجية
- ماريو بيرجامشي على موقع قاعدة بيانات كرة القدم.إي يو (الإنجليزية)
- ماريو بيرجامشي على موقع ناشيونال فوتبول تيمز (الإنجليزية)
- ماريو بيرجامشي على موقع عالم كرة القدم.نت (الإنجليزية)